# Pietrosella
Pietrosella (korsisch Pitrusedda) ist eine Gemeinde mit 2042 Einwohnern (Stand: 1. Januar 2022) im französischen Département Corse-du-Sud auf der Mittelmeerinsel Korsika. Sie gehört zum Arrondissement Ajaccio und zum Kanton Taravo-Ornano. Sie grenzt im Norden an Albitreccia, im Osten an Cognocoli-Monticchi, im Süden an Coti-Chiavari und im Westen an das Mittelmeer.

## Bevölkerungsentwicklung
| Jahr      | 1962 | 1968 | 1975 | 1982 | 1990 | 1999 | 2008 | 2012 | 2020 |
| --------- | ---- | ---- | ---- | ---- | ---- | ---- | ---- | ---- | ---- |
| Einwohner | 101  | 118  | 350  | 738  | 864  | 1028 | 1232 | 1258 | 1945 |

## Sehenswürdigkeiten
- Pfarrkirche Saint-Pierre et Saint-Paul aus dem 19. Jahrhundert
- Kirche Sainte-Monique, erbaut 1976
- Kirche de l’Immaculée Conception aus dem ausgehenden 19. Jahrhundert
- Kirche in Punta Pericina aus dem 19. Jahrhundert
- Genueserturm Tour d’Isolella, genannt di i sette navi, erbaut 1608, seit 1992 als Monument historique eingeschrieben

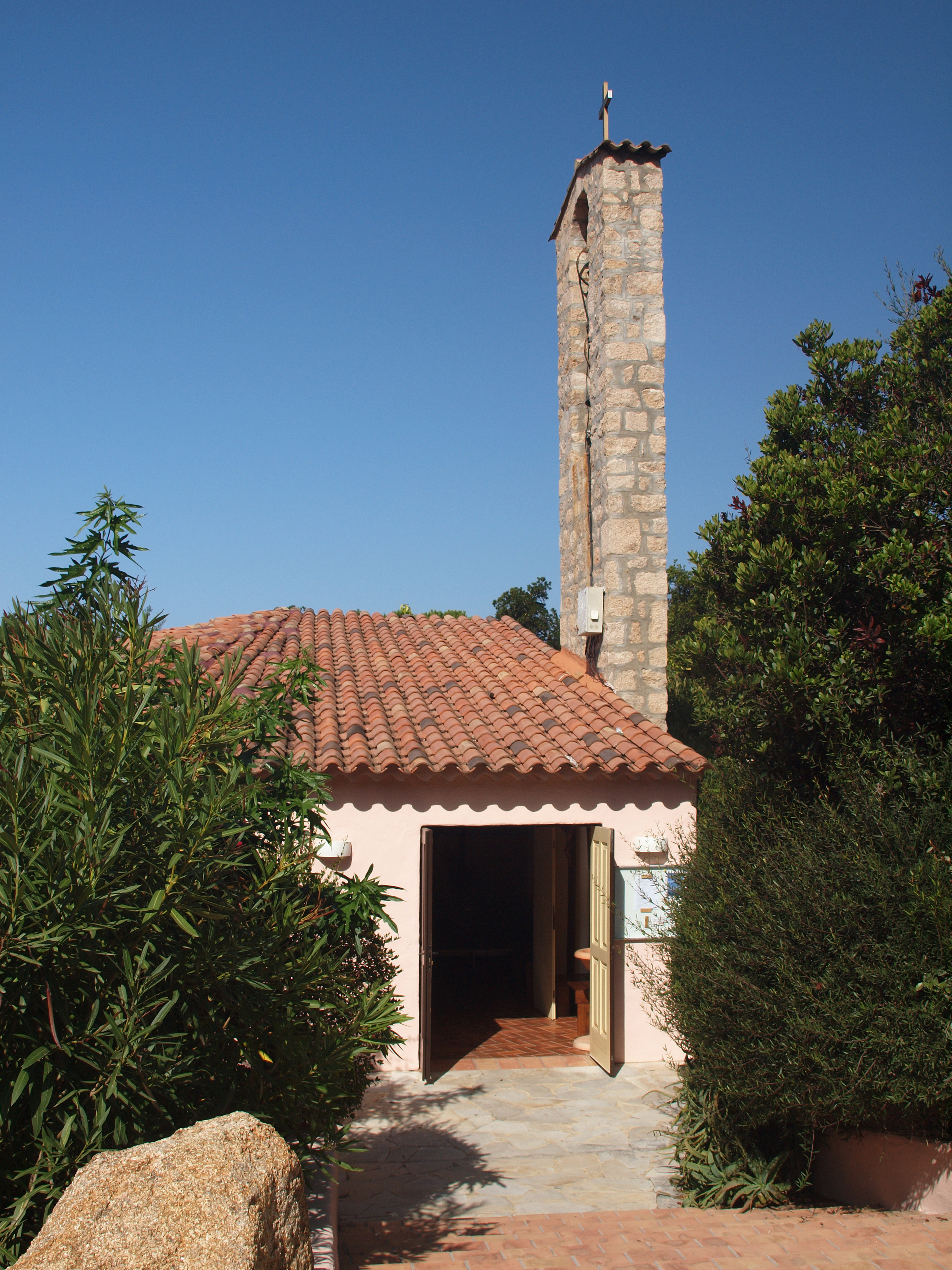
Kirche Sainte-Monique
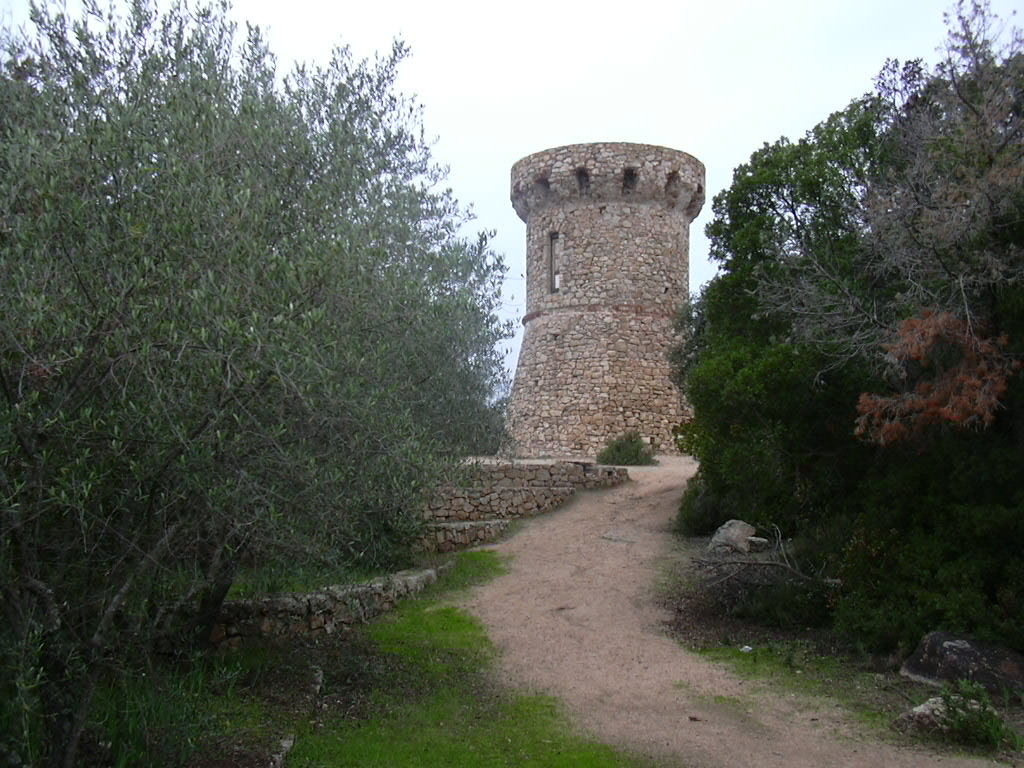
Genueserturm Tour de l'Isolella